# Grabau (Stormarn)
Grabau település Németországban, Schleswig-Holstein tartományban. Lakosainak száma 797 fő (2023. december 31.).

## Népesség
A település népességének változása:
| Lakosok száma | 655  | 786  | 802  | 821  | 826  | 797  |
|               | 1975 | 2017 | 2019 | 2021 | 2022 | 2023 |